# Rotnes
Rotnes är en tätort som utgör centralort i Nittedals kommun i Akershus fylke i sydöstra Norge. Tätorten hade 5 088 invånare  år 2011.